# Tosse
Tosse là một xã, thuộc tỉnh Landes trong vùng Nouvelle-Aquitaine. Xã này có diện tích 17,94 km², dân số năm 2006 là 2084 người. Xã này nằm ở khu vực có độ cao trung bình 7 mét trên mực nước biển.

## Biến động dân số
| Năm | 1962 | 1968  | 1975  | 1982  | 1990  | 1999  | 2006  |
| --- | ---- | ----- | ----- | ----- | ----- | ----- | ----- |
| Dân số | 996  | 1 027 | 1 163 | 1 280 | 1 307 | 1 679 | 2 084 |
| From the year 1962 on: No double counting—residents of multiple communes (e.g. students and military personnel) are counted only once. |      |       |       |       |       |       |       |